# 小克勒什区
小克勒什区（匈牙利語：Kiskőrösi járás），是匈牙利巴奇-基什孔州的一个区，总面积1130.33平方公里，总人口54,625人（2011年），人口密度48人/平方公里。中心城市为小克勒什。

## 市镇
小克勒什区包含4个城镇和11个村庄。